# 男女爱国者友爱协会
男女爱国者友爱协会，宪法捍卫者（法語：La Société Fraternelle des Patriotes de l'un et l'autre sexe, Défenseurs de la Constitution）是法国大革命时期的一个政治团体，该团体是早期女性积极参与政治的典例，在女权主义历史上享有盛誉。

## 历史

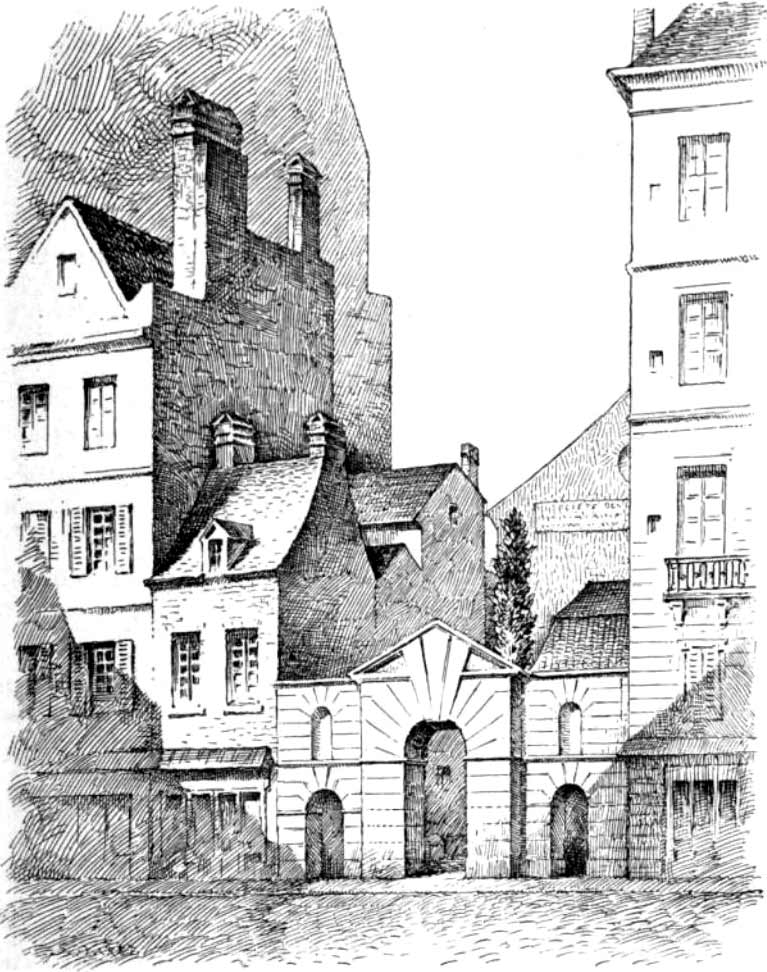
圣奥诺雷路废弃道明会修道院，1790年曾是雅各宾派和男女爱国者友爱协会的总部。

男女爱国者友爱协会由克洛德·当萨尔（Claude Dansard）于1790年10月创建。克洛德·当萨尔是一名校长，该组织的最初目标是提供公民教育，以促使革命行为成为日常事件。这个组织的独特之处在于它广泛地包容了女性成员。最初，该组织会议的地点位于圣奥诺雷路废弃道明会（后又称为“雅各宾”）修道院的一间旧图书馆，那里也是雅各宾俱乐部的所在地。有人认为，男女爱国者友爱协会源于雅各宾俱乐部为女性分配的特殊席位，其成员最终发展成了这个组织。
该组织设有两个秘书职位，始终保留给女性担任。其他职位则由男女会员之间分配，这使得该组织比以往的政治团体更加平等。然而，领袖一职始终由男性担任。女性和男性会员坐在一起，彼此称呼为“兄弟”和“姐妹”。女性持有与男性相同的会员证，并允许对事务进行投票。
这个组织的会员，其中包括佩潘·德格鲁埃特（Pépin Degrouhette）、让-朗贝尔·塔利安和安托万·梅兰·德·蒂翁维尔，他们曾在某个时期担任过领袖。并且他们对自由、法国，以及宪法等话题进行了激烈的讨论，该组织这种辩论的热情被认为超过了雅各宾派。
该协会把女性会员的贡献和权益内容注入到雅各宾派的冗长演讲之中，这些演讲受到了女性活跃参与者的热烈欢呼。他们也经常团结起来鼓舞并激励其他革命者。这个革命性的俱乐部与其他拥有相同民主观点的团体，如哥德利埃俱乐部，存在着紧密且牢固的联系，他们有时会一起组织集会。

## 知名会员
- 埃塔·帕尔姆·达尔德斯（法语：Etta Palm d'Aelders）[6][10]
- 路易丝-费利西泰·德·凯拉里奥（法语：Louise-Félicité de Keralio）[6][11]
- 波利娜·莱昂（法语：Pauline Léon）[6][10]
- 雅克-勒内·埃贝尔
- 玛丽·玛格丽特·弗朗索瓦丝·埃贝尔（法语：Marie Marguerite Françoise Hébert）
- 泰鲁瓦涅·德·梅里古（法语：Anne-Josèphe Théroigne de Méricourt）[10]
- 罗兰夫人
- 弗朗索瓦·罗贝尔[5]
- 让-朗贝尔·塔利安
- 安托万·梅兰·德·蒂翁维尔（法语：Antoine Merlin de Thionville）
- 布德雷夫人（英语：Madame Boudray）

## 相关内容
革命共和主义妇女协会

## 延伸阅读
- Andress, David. "The Saint-Cloud Affair." Massacre at the Champ De Mars: Popular Dissent and Political Culture in the French Revolution. Suffolk, UK: Royal Historical Society, 2000. 118-19. Print.
- Aulard, F. -A., tr. Bernard Miall. "Formation of the Democratic Party." The French Revolution; a Political History, 1789–1804,. Vol. 1. New York: C. Scribner's Sons, 1910. 234. Print
- Godineau, Dominique. The Women of Paris and Their French Revolution. Berkeley: University of California, 1998. Google Books. Web. 7 Nov 2013.
- Hazan, Eric. "Chapitre IV La Constituante à Paris – Les Journées Des 5 Et 6 Octobre, Les Clubs, La Réorganisation Administrative, La Fête De La Fédération (octobre 1789juillet 1790)." Une Histoire De La Révolution Française. N.p.: La Fabrique, 2012. N. pag. Print. (In French)
- McMillan, James. "The Rights of Man and the Rights of Women, the Public Sphere Redefined." France and Women, 1789–1914: Gender, Society and Politics. London and New York: Routledge, 2000. 20. Print.